# Supercar Street Challenge
Supercar Street Challenge est un jeu vidéo d'action-course pour PC et PlayStation 2 sorti en 2001.
Sorti le 28 novembre 2001 et édité chez Activision, le jeu offre le studio de design Steve Saleen qui permet de personnaliser son véhicule dont l'avant, l'arrière, les roues, les phares, l'aileron et ainsi que les  caractéristiques de conduite (vitesse, accélération, freinage et maniabilité).

## Critique
Selon Poischich de Gamekult, les graphismes sont passables et des scènes affichées ont peu de complexité, la durée de vie est juste correcte et sa difficulté plutôt bien dosée.